# Суми Вейля
Суми Вейля — загальна назва тригонометричних сум спеціального виду. 

## Визначення
Сумами Вейля є тригонометричні суми виду
{\displaystyle \sum _{n}e^{2\pi if(n)}=\sum _{n}\cos[2\pi f(n)]+i\sum _{n}\sin[2\pi f(n)],}
де {\displaystyle f(n)=a_{0}n^{k}+a_{1}n^{k-1}+...+a_{k}} многочлен степені {\displaystyle k} із раціональними коефіцієнтами, а сумування розповсюджується по певному відрізку натурального ряду {\displaystyle M\leq n\leq N,\,\,\,n} цілі. 
Найпростішою такою сумою є
{\displaystyle S=\sum _{n=0}^{m-1}e^{2\pi i{\frac {a}{m}}n}=\sum _{n=0}^{m-1}\cos({\frac {2\pi a}{m}}n)+i\sum _{n=0}^{m-1}\sin({\frac {2\pi a}{m}}n),}
де {\displaystyle a,m\in \mathbb {Z} .} Якщо {\displaystyle a} ділиться на {\displaystyle m,} то кожний доданок суми {\displaystyle S} дорівнює 1 та, відповідно, {\displaystyle S=m;} у протилежному випадку сума дорівнює нулю. Оскільки
{\displaystyle S=1+e^{2\pi i{\frac {a}{m}}}+e^{2\pi i{\frac {2a}{m}}}+...+e^{2\pi i{\frac {(m-1)a}{m}}}={\frac {e^{2\pi ia}-1}{e^{\frac {2\pi ia}{m}}-1}}={\frac {\overbrace {1-1} ^{=0}}{e^{\frac {2\pi ia}{m}}-1}}=0.}
Таким чином,
{\displaystyle S={\begin{cases}0,\,{\text{якщо a не ділиться на m}},\\m,\,{\text{якщо a ділиться на m}}.\end{cases}}}

## Оцінки сум Вейля
Оцінки сум Вейля відіграють важливу роль у багатьох задачах аналітичної теорії чисел. Існує декілька методів оцінки сум Вейля. Найбільш простий та відомий з них - метод Гауса. 